# 루이스-맥코드 합동기지
루이스-맥코드 합동기지(Joint Base Lewis-McChord; JBLM)는 워싱턴주 터코마에서 남남서로 9.1 마일(14.6 km) 떨어진 곳에 있는 미국 육군과 공군의 합동기지이다. 현재 JBLM의 최고 선임 간부는 제1(I)군단장과 제62항공수송비행단장이다.

## 역사
미국군이 제1차 세계 대전에 참전한 1917년에 설립된 포트 루이스와 제2차 세계 대전 이후, 1947년에 설립된 맥코드 비행장이 2005년도 기지 재배치와 폐쇄 의회의 감독에 따라 2010년 10월 1일에 합쳐져 루이스-맥코드 합동기지가 성립되었다.
2001년에 일어난 9·11 테러로 시작된 아프가니스탄 전쟁으로  외상 후 스트레스 장애(PTSD) 증세를 보이며 자살하거나 폭행, 살인 등의 파괴 행동을 하는 장병들이 많아졌다. 2012년 3월 11일, 로버트 베일스 하사(당시 38세)가 9명의 어린애를 포함한 아프가니스탄 민간인 16명을 살해한 칸다하르 학살 사건을 일으키면서, 2012년 3월 18일에 발행된 스타스 앤 스트라이프스를 통해 미국 국방부가 JBLM을 미국군의 "가장 골치거리인 기지(most troubled base)"라고 부르고 있는 것이 대중에 알려졌다.

## 부대

### 기지 지원
- JBLM 본부 및 본부중대
- 제1(I)군단, 본부
- 제1합동동원여단
- 제627항공기지단

### 주둔
- 미국 육군
  -  제7보병사단, 본부
    -  제2보병사단
      - 제1여단전투단 (스트라이커)
      - 제2여단전투단 (스트라이커)

    -  제16전투항공여단
    -  제17야전포병여단
    -  제201원정군사첩보여단
    -  제555공병여단

  -  제593원정지원사령부
    -  제42헌병여단
    -  제62의무여단
    - 제51원정통신대대
- 미국 공군
  -  제62항공수송비행단
  -  제446항공수송비행단

### 세입
- 미국 육군
  -  ROTC사령부, 제8여단
  -  제189보병여단
  -  제191보병여단
  -  제66전구항공사령부
  -  제311원정지원사령부
  - 제404야전지원여단
  -  제1특전단
  - 제6헌병단 (범죄 수사)
    - 단 본부 및 본부중대
    - 제22군경대대

  -  제75레인저연대, 1대대
  -  제160특수작전항공연대, 4대대
  - 제84민사대대
  - 제902계약대대
  - 헨리 H. 부사관학교
  - 태평양 지역건강사령부
    - 메디건 육군 의료원
    - 미국 육군 치의처

  - 북서 지역합동교정시설
- 미국 해군
  - 제18해군기동건설대대 (NMCB-18)
- 미국 공군
  - 제1항공지원작전단
  - 제22특수전술전대
  - 제361모집전대
  - 서부방공구역대
- 미국 해병대
  -  제4상륙지원대대
  -  제4전차대대, B중대 (YTC)

## 참고

### 인용
1. ↑  “타코마 루이스-맥코드 기지, 군인 자살 '급증'”. 조이시애틀닷컴. 2011년 8월 17일. 2014년 5월 1일에 확인함.
2. ↑  “아프간 민간인들 총으로 죽인 그 미군도 바로 그곳 출신”. 《eattle.knews24.com》. 2012년 3월 13일. 2014년 5월 2일에 원본 문서에서 보존된 문서. 2014년 5월 1일에 확인함.
3. ↑  Ratnam, Gopal. “Afghan Shooter’s Base Hunkers Down Under International Focus” (영어). Bloomberg. 2014년 5월 1일에 확인함.
4. ↑  Christian Hill; Adam Ashton (2012년 3월 18일). “Is Lewis-McChord really 'most troubled base in the military'?” (영어). 스타스 앤 스트립스. 2014년 5월 2일에 원본 문서에서 보존된 문서. 2014년 5월 1일에 확인함.

### 자료
- Alan Archambault (2002). 《Fort Lewis》 (영어). Arcadia Publishing. ISBN 0-7385-2051-9.